# Georges Henri Rivière
Georges-Henri Rivière (1897–1985) fou un museòleg francès, un dels principals impulsors de les noves pràctiques museològiques del segle xx, especialment pel que fa als museus etnogràfics.

## Biografia
Rivière va estudiar música fins al 1925, quan va començar a estudiar museologia a l'École du Louvre, on es va graduar el 1928. Durant els anys següents, va gestionar la col·lecció de D. David-Weill, que incloïa porcellana xinesa, antiguitats romanes i gregues i pintura i arts decoratives europees. Ell mateix any, Rivière va organitzar la seva primera exposició sobre Art antic americà al Museu de les Arts Decoratives de París, i es va unir a l'equip de Paul Rivet com el seu sub-director, amb l'objectiu de renovar el Musée du Trocadéro, que seria reobert com a Musée de l'Homme el 1938.
Entre 1929 i 1930, Rivière va formar part del comitè editorial de Documents, on hi va contribuir amb articles propis i amb cròniques de cultura popular. Durant els anys 30 del segle xx, Rivière va finançar projectes de recerca com una missió a arqueològica a Dakar-Djibouti o al Sàhara, que li va proporcionar materials per a diverses exposicions etnogràfiques entre 1928 i 1937.
Aquell any va inaugurar el Musée Nacional des Arts et Tradicions Populaires, també ubicat al Trocadéro (des del 2013 refundat com a MUCEM a Marsella). Orientada cap a l'educació pública, la seva col·lecció i programa d'exposicions va ser inicialment enfocat en les formes tradicionals d'exposició artística, fins que es va reorientar amb una aproximació més científica amb la introducció del Centre d'Ethnologie Française, inaugurat poc després de la fi de la Segona Guerra Mundial. Entre 1948 i 1965, Georges-Henri Rivière va treballar com el primer director d'ICOM, el Consell Internacional de Museus, on hi va retornar com a assessor permanent el 1968
Àmpliament conegut per haver introduït el concepte d'ecomuseu, el qual intenta documentar les civilitzacions en els seus entorns naturals, esdevenint un dels principals exponents de la museologia francesa.
El seu curs de museologia va ser un dels principals referents per als estudiants d'aquesta especialitat abans que la literatura acadèmica sobre el tema no es comencés a expandir.

## Publicacions
- La muséologie selon Georges-Henri Rivière (1989)

## Articles
- Isac Chiva, George-Henri Rivière: un demi-siècle d'ethnologie de la France, Terrain, Numéro 5 — Identité culturelle et appartenance régionale (Octobre 1985), put online 17 July 2005  (in French)